# Centre de documentation de la musique contemporaine
Das Centre de documentation de la musique contemporaine (Cdmc) ist ein 1977 gegründetes öffentliches Dokumentationszentrum für zeitgenössische Musik in Paris. Seit 1993 ist es unweit der Cité de la musique am place de la Fontaine-aux-Lions im Parc de la Villette im 19. Pariser Arrondissement gelegen.

## Geschichte
Das Dokumentationszentrum geht zurück auf eine Initiative des Musikdirektors im Ministère de la Culture et de la Communication, Jean Maheu, der 1976 eine Kommission aus Institutionen und Personen zur Förderung zeitgenössischer Musik installierte. Die Arbeit führte zur Gründung zweier Einrichtungen: dem Centre de documentation de la musique contemporaine und der Musique française d’aujourd’hui.
Das Cdmc wurde im November 1977 gegründet und die Eröffnung erfolgte im Februar 1978. Wesentlichen Anteil daran hatten neben Jean Maheu auch Jean-Loup Tournier (SACEM) und Pierre Vozlinsky (Radio France). Seit Beginn wird das Cdmc durch das französische Ministerium für Kultur und Kommunikation und die Musikverwertungsgesellschaft SACEM finanziell gefördert. Radio France unterstützte die Einrichtung durch Kopien seiner eigenen Aufnahmen.
Im Juli 1993 zog das Zentrum in den Parc de la Villette unweit der Cité de la musique um. Unter Beteiligung des IRCAM, der Cité de la musique, des Pariser Konservatoriums, des Ensemble intercontemporain und der Médiathèque Musicale Mahler wurde 2007 eine Schnittstelle für zeitgenössische Musik gegründet. Das Cdmc fungiert als Musikinformationszentrum und hält regelmäßig Veranstaltungen, Seminare und Ausstellungen ab.
Gründungsdirektorin des Cdmc war bis 2007 Marianne Lyon. Ihr folgte Laure Marcel-Berlioz. 2019 wurde Agnès Prétrel neue Direktorin.